# Mrówka anatolijska
Mrówka anatolijska (Lasius neglectus) – gatunek mrówki z podrodziny Formicinae.

## Występowanie
Mrówki te zamieszkują tereny Azji Mniejszej, skąd zostały zawleczone wraz z roślinami ozdobnymi na początku lat 70. XX wieku do Europy. Prawdopodobnie zamieszkują już terytorium 18 państw.

## Wygląd
Królowa mierzy około 5,5–6 mm, samce około 2,5 mm, a robotnice do około 3,5 mm. Królowa posiada barwę żółtobrunatną. Robotnice posiadają nieco ciemniejszą, bardziej brunatną barwę.

## Ekologia oraz biologia
Mrówki te są bardzo związane z mszycami nadrzewnymi. Zakładają gniazda wokół egzotycznych drzew, gdzie przebywają ich żywicielki. To ogranicza ich występowanie na kolonizowanych terenach do parków i zieleni miejskiej. Gatunek ten konkuruje skutecznie z mrówkami rodzimymi i wypiera je z zajętego terytorium. Gatunek ten nie ma na razie większego znaczenia gospodarczego.